# ألفريد كارفر
ألفريد جيمس كارفر (بالإنجليزية: Alfred Carver)‏ (22 آذار 1826 - 25 حزيران 1909) كان تربويًا ورجل دين مشهورًا وكان سيداً في كلية دولويتش من 1858 إلى 1883.

## السيرة الذاتية
كان والده جيمس كارفر. تلقى تعليمه في مدرسة سانت بول ثم ذهب إلى كلية ترينيتي، كامبريدج حيث حصل على جائزة بيل سكولار في عام 1845 وفاز بمقالة جائزة بورني. حصل على الدرجة الأولى في تريبوس الكلاسيكية والرياضيات العليا في أوبتيم في عام 1849. حصل على الماجستير عام 1852. من 1850 إلى 1853 كان زميلًا في كلية كوينز .
تزوج من إليزا بيك في 19 حزيران 1853 وأنجب منها ولدان وخمس بنات. درس أبناؤه واثنان من أزواج ابنته إلى كلية دولويتش. 

### الحياة المهنية
بعد أن أكمل تعليمه أصبح سيداً من 1852 إلى 1858 في مدرسة سانت بول (لندن) . وكان أيضًا ممتحنًا في جامعة كامبريدج للتريبوس الكلاسيكي بين عامي 1857 و1858. تولى منصب سيد في كلية هبة الله في دولويتش في عام 1858. . كان أول سيد في الكلية هو ألفريد كارفر.  تم تقسيم الكلية التعليمية إلى مدرسة عليا ومدرسة دنيا (على أساس اختلافات المنهج، وليس العمر) وكلاهما كان تحت سيطرة كارفر.  تحت قيادته، بدأ تشكيل المدرسة باعتبارها واحدة من أعظم المدارس العامة المعروفة في إنجلترا. 
في زمن كارفر، كانت الكلية موضع تركيز مستمر للضغط من قبل مفوضي المؤسسات الخيرية والأطراف الأخرى لإعادة تنظيمها. قاوم كارفر هذه الضغوط لسنوات عديدة وفاز أخيرًا بالاستئناف في عام 1876، حيث حكم اللورد سيلبورن لصالحه. في عام 1882، أصدر مفوضو المؤسسات الخيرية أخيرًا مخططًا وجده كارفر مقبولًا. تم إقرار هذا القانون بموجب قانون صادر عن البرلمان وأدى إلى تقسيم المدارس العليا والدنيا رسميًا إلى مؤسسات منفصلة. أصبحت المدرسة العليا كلية دولويتش وأصبحت المدرسة السفلية مدرسة ألين.  تقاعد كانون كارفر في هذه المرحلة، وكان أول مدير مدرسة يتم تعيينه وتقاعده بموجب قانون صادر عن البرلمان. 
كرجل دين، سيم شماساً عام 1853 وكاهناً عام 1854. كان أمينًا للقديس أولاف، اليهودي القديم من عام 1854 إلى عام 1857، وفي عام 1861 حصل على الدكتوراه في اللاهوت. في عام 1882 حصل على لقبروتشستر الفخرية.
شغل أيضًا منصب رئيس مدرسة جيمس ألين للبنات، وهي إحدى المدارس التأسيسية الأخرى التي تعد كلية دولويتش جزءًا منها، وكان نائب رئيس المدرسة البحرية الملكية، إلثام .
توفي كارفر في "لينهورست" في ستريثام، في 25 حزيران 1909. تم دفنه في مقبرة ويست نوروود حيث يوجد نصب تذكاري بالقرب من الموقع السابق للكنيسة الأسقفية.